# Szakmár
Szakmár là một thị trấn thuộc hạt Bács-Kiskun, Hungary. Thị trấn này có diện tích 74,64 km², dân số năm 2010 là 1166 người, mật độ 16 người/km².